# Werner Grothmann
Werner Grothmann (Frankfurt am Main, 23 augustus 1915 - 27 november 2002) was een Duitse officier en SS-Obersturmbannführer (luitenant-kolonel). Vanaf herfst 1941 tot aan zijn gevangenname in mei 1945 was Grothmann de chefadjudant van de Reichsführer-SS Heinrich Himmler.

## Leven
De Grothmanns waren een handelaarsfamilie uit Königsberg, en verarmd in de nasleep van de wereldwijde economische crisis. Werner Grothmann moest daarom met het Mittleren Reife het gymnasium verlaten. Hij volgde een opleiding tot bankmedewerker, die hij in de zomer van 1934 afsloot. Nadat hij van 1931 tot 1933 lid geweest was van de Jungstahlhelm, trad hij op juli 1933 in dienst van de SS. Hij ging naar de Führeranwärter-Lehrgang in Jüterbog en de SS-Junkerschule in Braunschweig, waarna hij de Zugführerkurs (pelotonscommandantcursus) in Dachau volgde.
Als SS-Untersturmführer werd hij geplaatst bij de SS-Standarte „Deutschland“. In het voorjaar van 1938 ging hij samen met Max Wünsche als instructeur in Dachau werken. Grothmann werd ook lid van de NSDAP.

### Tweede Wereldoorlog
Na de uitbraak van de Tweede Wereldoorlog nam Grothmann deel aan de Poolse Veldtocht. Hij werd als compagniecommandant van een SS-regiment tijdens de slag om Frankrijk ingezet en raakte gewond. Aansluitend was Grothmann vanaf 15 augustus 1940 de 2e adjudant van de Waffen-SS in de Persönlicher Stab Reichsführer-SS. In de herfst van 1941 loste hij Joachim Peiper als 1e adjudant af. Daarmee stond hij als Chefadjutant der „Adjutantur der Waffen-SS“ met een eigen afdeling binnen de persönlichen Stab Reichsführer SS. Naar eigen inzicht als adjudant beheerde hij de planning van Himmlers agenda, bijvoorbeeld van de dagelijkse routine van zijn reizen en afspraken. Door zijn nauwe contact met Himmler had hij inzicht in alle processen en werd hij daarom gedetailleerd geïnformeerd over de Holocaust. Hij begeleidde Himmler bij zijn inspecties van de vernietigingskampen en was getuige van massale vergassing in Auschwitz in juli 1942.
Aan het einde van de oorlog leidde Grothmann de uit 150 personen bestaande persoonlijke staf van Himmler. Himmler, Grothmann en de staf van de Reichsführer-SS vluchtten over de zogenaamde Rattenlinie Nord begin 1945 in Flensburg. Nadat Himmler niet betrokken werd in de pas opgerichte Flensburgregering onder Karl Dönitz, probeerde Himmler samen met Grothmann en andere SS-Führern onder te duiken. Nadat de groep zich opgesplitst had, raakten Himmler, Heinz Machler en Grothmann bij Bremervörde op 21 mei 1945 in Brits krijgsgevangenschap.
Tijdens de Processen van Neurenberg werd Grothmann herhaaldelijk van 1946 tot 1948 als getuige gehoord. Hoewel de beklaagde in Neurenberg geconfronteerd werd met belastende documenten, werd hij niet aangeklaagd. Hij beweerde als adjudant en bevoegde medewerker zonder technische kennis en verantwoordelijkheden te zijn geweest, en dat hij pas in de herfst van 1944 over de Holocaust te horen kreeg.
Vanaf juli 1948 was Grothmann in het interneringskamp Dachau geïnterneerd en werd op 15 september 1948 door de denazificatierechtbank als „hoofdschuldige“ geclassificeerd, en tot vier jaar gevangenisstraf veroordeeld, terwijl hij het gebruik van kampgevangene voor medische experimenten goedgekeurd had. Hij diende een bezwaar in, en werd op 29 september 1948 uit Dachau vrijgelaten. Aansluitend werd hij door de beroepskamer voor Opper-Beieren als „Minder belast“ (Minderbelastete) geclassificeerd, en uiteindelijk in juli 1950 door de hoofdkamer München als „Meeloper“ (Mitläufer) geclassificeerd.
In de Bondsrepubliek Duitsland vermeed Grothmann de publiciteit, maar hij stond wel in contact met de SS-kringen en de Hilfsgemeinschaft auf Gegenseitigkeit der Angehörigen der ehemaligen Waffen-SS. In 1961 werd hij opgeroepen als getuige in het proces tegen Karl Wolff. Vanwege belastende documenten werd een zaak tegen hem geopend voor moord. Weliswaar werd hij uitgebreid bevraagd over de Aktion Reinhard maar er kon geen individuele schuld aangewezen worden, zodat het proces op 7 januari 1966 gestaakt werd.
Grothmann werkte als zakenman in West-Duitsland.

## Militaire carrière
- SS-Obersturmbannführer: 21 juni 1944[5]
- SS-Sturmbannführer der Waffen-SS: 21 juni 1943[6]
- SS-Hauptsturmführer der Waffen-SS: 9 november 1940
- SS-Obersturmführer: 11 september 1938
- SS-Untersturmführer: 20 april 1936[2]

## Lidmaatschapsnummers
- NSDAP-nr.: 4 820 975
- SS-nr.: 181 334[6] (lid geworden juli 1933)

## Onderscheidingen
- IJzeren Kruis 1939, 1e Klasse en 2e Klasse[6]
- SS-Ehrenring[6]
- Ehrendegen des Reichsführers-SS[6]
- Rijksinsigne voor Sport in brons[2]